# 南羅克薩納 (伊利諾伊州)
南羅克薩納（英語：South Roxana）是位於美國伊利諾伊州麥迪遜縣的一個村落。

## 地理
南羅克薩納的座標為38°49′35″N 90°03′32″W / 38.82639°N 90.05889°W，而該地最高點為海拔高度134米（即440英尺）。

## 人口
根據2010年美國人口普查的數據，南羅克薩納的面積為4.13平方千米，當中陸地面積為3.95平方千米，而水域面積為0.18平方千米。當地共有人口2053人，而人口密度為每平方千米497人。